# Tenacious D in: The Pick of Destiny
Tenacious D in: The Pick of Destiny (bra: Tenacious D - Uma Dupla Infernal; prt: Tenacious D - Rock dos Infernos) é um filme americano de 2006 que conta a história Tenacious D, formada pelos atores e músicos Jack Black e Kyle Gass, num musical épico e engraçado. Tem a participação especial de Ronnie James Dio (Dio) , Dave Grohl, Meat Loaf, Ben Stiller e Tim Robbins. Destaque para Dave Grohl como o Demônio (Beelzeboss) e Ben Stiller como o estranho dono da loja de instrumentos musicais.
Todas as músicas do filme foram escritas por Jack Black e Kyle Gass. Destaque para as canções "Kickapoo," "Master Exploder," "Beelzeboss (The final showdown)," e "History of Tenacious D."

## Elenco
- Jack Black como JB
- Kyle Gass como KG
- Ben Stiller como Cara da loja de guitarras
- Dave Grohl como Satã
- Ronnie James Dio como Ele mesmo
- Tim Robbins como O Estranho
- Meat Loaf como O pai de JB